# Hawke's Bay Hawks
Los Hawke's Bay Hawks, conocidos por motivos de patrocinio como Taylor Hawks, es un equipo de baloncesto neozelandés que compite en la NBL, la primera división del país. Fundado en 1982, tiene su sede en la ciudad de Napier, Hawke's Bay. Disputa sus partidos en el Pettigrew Green Arena, con capacidad para 2500 espectadores.

## Historia
Los Hawke's Bay Hawks, entonces conocidos como Napier Sunhawks, comenzaron en la Conference Basketball League (CBL) de segundo nivel. Después de ganar el campeonato CBL en 1982, el equipo ascendió a la NBL para la temporada de 1983. Llegaron a las semifinales en su primera temporada, antes de hacer una pausa de nueve años en los playoffs. Los Hawks llegaron a las semifinales todos los años entre 1993 y 1997, incluyendo jugar en su primeras finales de la NBL en 1995, donde perdieron 2-0 ante los Auckland Stars.
En 1998, los Hawks terminaron décimos de once equipos. Posteriormente se retiraron de la NBL y se unieron a la CBL para la temporada de 1999. Después de terminar como subcampeones ese año, regresaron a la NBL la temporada siguiente.
En 2004 hicieron su primera aparición en los playoffs de la NBL desde 1997. Llegaron a las finales tres años seguidos, entre 2005 y 2007, lo que incluyó que ganaran su primer campeonato de la NBL en 2006 con una victoria por 84-69 sobre los Auckland Stars en la final. Los Hawks continuaron jugando los playoffs todos los años entre 2008 y 2012, incluso llegaron a la final en 2011 y lograron su primer puesto en la temporada regular en 2012. Después de perderse los playoffs en 2013, la temporada 2014 acabaron segundos en la temporada regular, y accedieron a la final del campeonato por sexta vez.
Entre 2015 y 2017, los Hawks tuvieron una pausa de tres años en los playoffs, incluida una campaña sin victorias en 2016. Regresaron a los playoffs en 2018, antes de llegar de nuevo a la final de la NBL en 2019, donde perdieron 78-68 ante los Wellington Saints a pesar de liderar 59-38 a mitad del tercer cuarto.
Los Hawks se ausentaron de la competición en la temporada 2020 debido a la pandemia de COVID-19. Regresaron en 2021 y alcanzaron su octava final de la NBL, donde volvieron a perder ante los Wellington Saints.

## Palmarés
- NBL
  - Campeón (1): 2006
  - Finalista (7): 1995, 2005, 2007, 2011, 2014, 2019, 2021